# Macclesfield (Carolina do Norte)
Macclesfield é uma cidade  localizada no estado norte-americano de Carolina do Norte, no Condado de Edgecombe.

## Demografia
Segundo o censo norte-americano de 2000, a sua população era de 458 habitantes.
Em 2006, foi estimada uma população de 421, um decréscimo de 37 (-8.1%).

## Geografia
De acordo com o United States Census Bureau tem uma área de
1,3 km², dos quais 1,3 km² cobertos por terra e 0,0 km² cobertos por água.

## Localidades na vizinhança
O diagrama seguinte representa as localidades num raio de 20 km ao redor de Macclesfield.